# Oreokastro
Oreokastro (griego: Ωραιόκαστρο) es un municipio de la República Helénica perteneciente a la unidad periférica de Tesalónica de la periferia de Macedonia Central.
El municipio se formó en 2011 mediante la fusión de los antiguos municipios de Kallithea, Migdonia y Oreokastro, que pasaron a ser unidades municipales. El municipio tiene un área de 217,86 km², de los cuales solo 21,85 pertenecen a la unidad municipal de Oraiokastro.
En 2011 el municipio tenía 38 317 habitantes, de los cuales 21 716 viven en la unidad municipal de Oreokastro.
Se sitúa en la periferia septentrional de Tesalónica, en la entrada a la ciudad de las carreteras 12 y 65 que llevan a Bulgaria.